# 高田孝一
高田 孝一（たかだ こういち、1998年6月3日 - ）は、神奈川県綾瀬市出身の元プロ野球選手（投手）。右投右打。

## 経歴

### プロ入り前
綾瀬市立綾北小学校2年の時に野球を始める。
平塚学園高等学校では1年夏に控え投手としてベンチ入りし、秋からはエースの座を掴んだ。秋は関東大会8強、夏は県大会5回戦敗退が最高で、甲子園出場経験はなかった。
法政大学では2年春からリーグ戦に出場する。大学時代の通算成績は31試合に登板し、7勝3敗、防御率3.22。
2020年10月26日に行われたプロ野球ドラフト会議において、東北楽天から2位指名を受け、11月22日に契約金7000万円、年俸1000万円（推定）で仮契約した。背番号は29。

### 楽天時代
2021年6月26日、本拠地楽天生命パーク宮城における対福岡ソフトバンクホークス10回戦で一軍でのプロ初登板、初先発を果たしたが、柳田悠岐の左前打を島内宏明が処理を誤る間に1点を失い、真砂勇介に頭部死球を与え、16球、2/3回で危険球退場処分となった。一軍初登板で危険球退場は2015年の風張蓮以来史上4人目、初登板初先発としては2人目で、パシフィック・リーグでは初の事例となった。イースタン・リーグではリーグ最多の95奪三振を記録した。
2022年シーズンも2試合の登板（1先発）で未勝利に終わったものの、イースタン・リーグでは5月度ファーム月間MVPに選出されるなど、最優秀防御率（2.25）、最多勝（11勝）、最高勝率（.846）の投手タイトル3冠を獲得し、スポンサー表彰ではサンケイスポーツ選定の優秀投手賞、スポーツニッポン選定の新人賞も受賞した。
2024年、9月22日のソフトバンク戦で体調不良で登板を回避した内星龍の代替選手として2年ぶりの先発登板を果たしたが、2回6失点の乱調でプロ初黒星を喫した。以降は一軍での登板機会はなく、9月27日に登録を抹消された。この年の最終的な成績は5試合の登板で防御率6.97で、プロ4年間で未勝利に終わり、10月5日に球団より戦力外通告を受けた。11月14日に開催された12球団合同トライアウトに参加するも獲得のオファーは無く、同月25日に現役引退を表明した。

### 現役引退後
現役引退後の翌2025年からは、楽天の球団職員に転身する。

## 選手としての特徴
最速156km/hのストレートを中心に、カットボールやスプリットを織り交ぜたピッチングが特徴。

## 詳細情報

### 年度別投手成績
| 年 度     | 球 団     | 登 板 | 先 発 | 完 投 | 完 封 | 無 四 球 | 勝 利 | 敗 戦 | セ 丨 ブ | ホ 丨 ル ド | 勝 率 | 打 者 | 投 球 回 | 被 安 打 | 被 本 塁 打 | 与 四 球 | 敬 遠 | 与 死 球 | 奪 三 振 | 暴 投 | ボ 丨 ク | 失 点 | 自 責 点 | 防 御 率 | W H I P |
| --------- | --------- | ----- | ----- | ----- | ----- | -------- | ----- | ----- | -------- | ----------- | ----- | ----- | -------- | -------- | ----------- | -------- | ----- | -------- | -------- | ----- | -------- | ----- | -------- | -------- | ------- |
| 2021      | 楽天      | 3     | 1     | 0     | 0     | 0        | 0     | 0     | 0        | 0           | ----  | 28    | 6.2      | 6        | 1           | 1        | 0     | 1        | 6        | 0     | 0        | 2     | 1        | 1.35     | 1.05    |
| 2022      | 楽天      | 2     | 1     | 0     | 0     | 0        | 0     | 0     | 0        | 0           | ----  | 30    | 6.1      | 8        | 2           | 4        | 0     | 0        | 9        | 0     | 0        | 5     | 5        | 7.11     | 1.89    |
| 2023      | 楽天      | 7     | 0     | 0     | 0     | 0        | 0     | 0     | 0        | 0           | ----  | 44    | 9.2      | 14       | 0           | 2        | 0     | 0        | 6        | 2     | 0        | 4     | 2        | 1.86     | 1.66    |
| 2024      | 楽天      | 5     | 1     | 0     | 0     | 0        | 0     | 1     | 0        | 0           | .000  | 45    | 10.1     | 13       | 2           | 3        | 0     | 0        | 4        | 0     | 0        | 8     | 8        | 6.97     | 1.55    |
| 通算：4年 | 通算：4年 | 17    | 2     | 0     | 0     | 0        | 0     | 1     | 0        | 0           | .000  | 147   | 33.0     | 41       | 5           | 10       | 0     | 1        | 25       | 2     | 0        | 19    | 16       | 4.36     | 1.55    |

- 2024年度シーズン終了時

### 年度別守備成績
| 年 度 | 球 団 | 投手  | 投手  | 投手  | 投手  | 投手  | 投手     |
| 年 度 | 球 団 | 試 合 | 刺 殺 | 補 殺 | 失 策 | 併 殺 | 守 備 率 |
| ----- | ----- | ----- | ----- | ----- | ----- | ----- | -------- |
| 2021  | 楽天  | 3     | 0     | 0     | 0     | 0     | ----     |
| 2022  | 楽天  | 2     | 0     | 0     | 0     | 0     | ----     |
| 2023  | 楽天  | 7     | 1     | 3     | 1     | 0     | .800     |
| 2024  | 楽天  | 5     | 0     | 1     | 0     | 0     | 1.000    |
| 通算  | 通算  | 17    | 1     | 4     | 1     | 0     | .833     |

- 2024年度シーズン終了時

### 記録
初記録
- 初登板・初先発登板：2021年6月26日、対福岡ソフトバンクホークス10回戦（楽天生命パーク宮城）、2/3回1失点（自責点0）で勝敗つかず
- 初奪三振：2021年7月5日、対千葉ロッテマリーンズ15回戦（ZOZOマリンスタジアム）、7回裏にレオネス・マーティンから空振り三振

### 背番号
- 29（2021年 - 2024年）

### 登場曲
- 「情熱のうた」カラーボトル（2021年 - ）